# はじまりの場所
「はじまりの場所」（はじまりのばしょ）は、村川梨衣の6枚目のシングル。2019年2月20日に日本コロムビアから発売された。

## 概要
表題曲「はじまりの場所」は、テレビアニメ『ピアノの森』第2シリーズ エンディングテーマ。同作の主人公・カイと修平の関係性を描いた歌詞を、作品の雰囲気に寄り添ったクラシカルかつポップなサウンドにのせてさわやかに歌い上げている楽曲。同曲のテレビサイズ音源は『ピアノの森』のサウンドトラックに収録される。MVはコンサートホールでピアニスト、作編曲家である高尾奏之介を迎えて撮影された。厳かながらも暖かみのある楽曲に寄り添う映像になっている。
「NoSTALGiA」は、悲しくせつなく情緒的であり、無限の解釈ができる物語的な楽曲になっている。

## 収録内容
| #         | タイトル                         | 作詞          | 作曲・編曲           | 時間  |
| --------- | -------------------------------- | ------------- | -------------------- | ----- |
| 1.        | 「はじまりの場所」               | hisakuni      | 坂部剛               | 4:28  |
| 2.        | 「NoSTALGiA」                    | 高瀬愛虹、RiE | VaChee・Ryo Yamazaki | 4:06  |
| 3.        | 「はじまりの場所」(Instrumental) |               |                      | 4:28  |
| 4.        | 「NoSTALGiA」(Instrumental)      |               |                      | 4:03  |
| 合計時間: | 合計時間:                        | 合計時間:     | 合計時間:            | 17:05 |

| #         | タイトル                                              | 作詞 | 作曲・編曲 | 時間 |
| --------- | ----------------------------------------------------- | ---- | ---------- | ---- |
| 1.        | 「はじまりの場所」(ミュージックビデオ)                |      |            | 4:43 |
| 2.        | 「週刊RiEMUSiC ～はじまりの場所編 SPECIAL EDITION～」 |      |            | 3:26 |
| 合計時間: | 合計時間:                                             | 8:09 |            |      |